# 23S rRNK (pseudouridin1915-N3)-metiltransferaza
23S rRNK (pseudouridin1915-3)-metiltransferaza (EC 2.1.1.177, YbeA, RlmH, pseudouridinska metiltransferaza, m3Psi metiltransferaza, Psi1915-specifična metiltransferaza, metiltransferaza H velike podjedinice rRNK) je enzim sa sistematskim imenom S-adenozil--metionin:23S rRNK (pseudouridin1915-3)-metiltransferaza. Ovaj enzim katalizuje sledeću hemijsku reakciju
-adenozil--metionin + pseudouridin1915 u 23S rRNK {\displaystyle \rightleftharpoons } -adenozil-L-homocistein + N3-metilpseudouridin1915 u 23S rRNK
YbeA ne metiliše uridin u poziciji 1915.

## Literatura
- Nicholas C. Price; Lewis Stevens (1999). Fundamentals of Enzymology: The Cell and Molecular Biology of Catalytic Proteins (Third изд.). USA: Oxford University Press. ISBN 019850229X.
- Eric J. Toone (2006). Advances in Enzymology and Related Areas of Molecular Biology, Protein Evolution (Volume 75 изд.). Wiley-Interscience. ISBN 0471205036.
- Branden C; Tooze J. Introduction to Protein Structure. New York, NY: Garland Publishing. ISBN 0-8153-2305-0.
- Irwin H. Segel. Enzyme Kinetics: Behavior and Analysis of Rapid Equilibrium and Steady-State Enzyme Systems (Book 44 изд.). Wiley Classics Library. ISBN 0471303097.

## Spoljašnje veze
- 23S+rRNA+(pseudouridine1915-N3)-methyltransferase на 